# 冰原岛峰

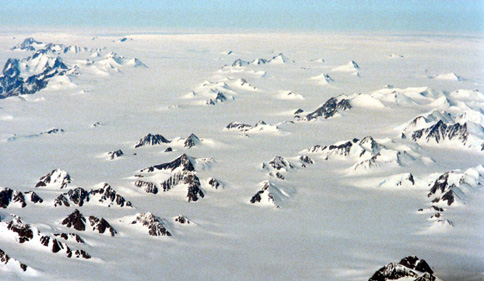
格陵兰东岸的冰原岛峰

冰原岛峰（英語：Nunatak）是指在环绕的冰川中突出而且没被陆冰覆盖的山顶。冰原岛峰的野生动物或会被冰川阻隔，就像海洋中的岛屿。冰原岛峰一般为带菱角和锯齿状的，是冻融侵蚀所造成，而下方受冰川侵蚀的土地轮廓比较柔和。冰川退缩时，冰原岛峰和下方的土地形成强烈对比。